# Opel Flextreme GT/E
Der Opel Flextreme GT/E ist ein vom Automobilhersteller Opel entwickeltes Konzeptfahrzeug der oberen Mittelklasse. Der Hersteller präsentierte das Fahrzeug erstmals auf dem 80. Genfer Auto-Salon im Jahr 2010.  

## Technik
Bei der Entwicklung des Fahrzeugs wurde besonders auf einen geringen Luftwiderstand (cw-Wert 0,22) und ein geringes Gesamtgewicht geachtet. Die Karosserie erhielt daher eine flache und glatte Linienführung und besteht größtenteils aus kohlenstofffaserverstärkten Kunststoffen. Der Antrieb erfolgt durch einen Elektromotor, der von Lithium-Ionen-Akkus versorgt wird. Diese ermöglichen eine Reichweite von ca. 60 km. Bei leeren Akkus wird ein 1,4-Liter-Verbrennungsmotor zugeschaltet, der die Akkus mittels Generator wieder auflädt. Auf diese Weise lässt sich eine Reichweite von ca. 500 km erreichen (Voltec-Antrieb). Der durchschnittliche Kraftstoffverbrauch liegt dann bei rund 1,6 Litern auf 100 Kilometer. Die CO2-Emissionen betragen weniger als 40 g/km. Der Flextreme erreicht eine Höchstgeschwindigkeit von 200 km/h.